# Гоби Алти (Виченца)
Гоби Алти је насеље у Италији у округу Виченца, региону Венето.
Према процени из 2011. у насељу је живело 23 становника. Насеље се налази на надморској висини од 427 м.